# Metoda Bradford

Structura Coomassie Brilliant Blue G-250, care este reactivul de colorație în metoda Bradford

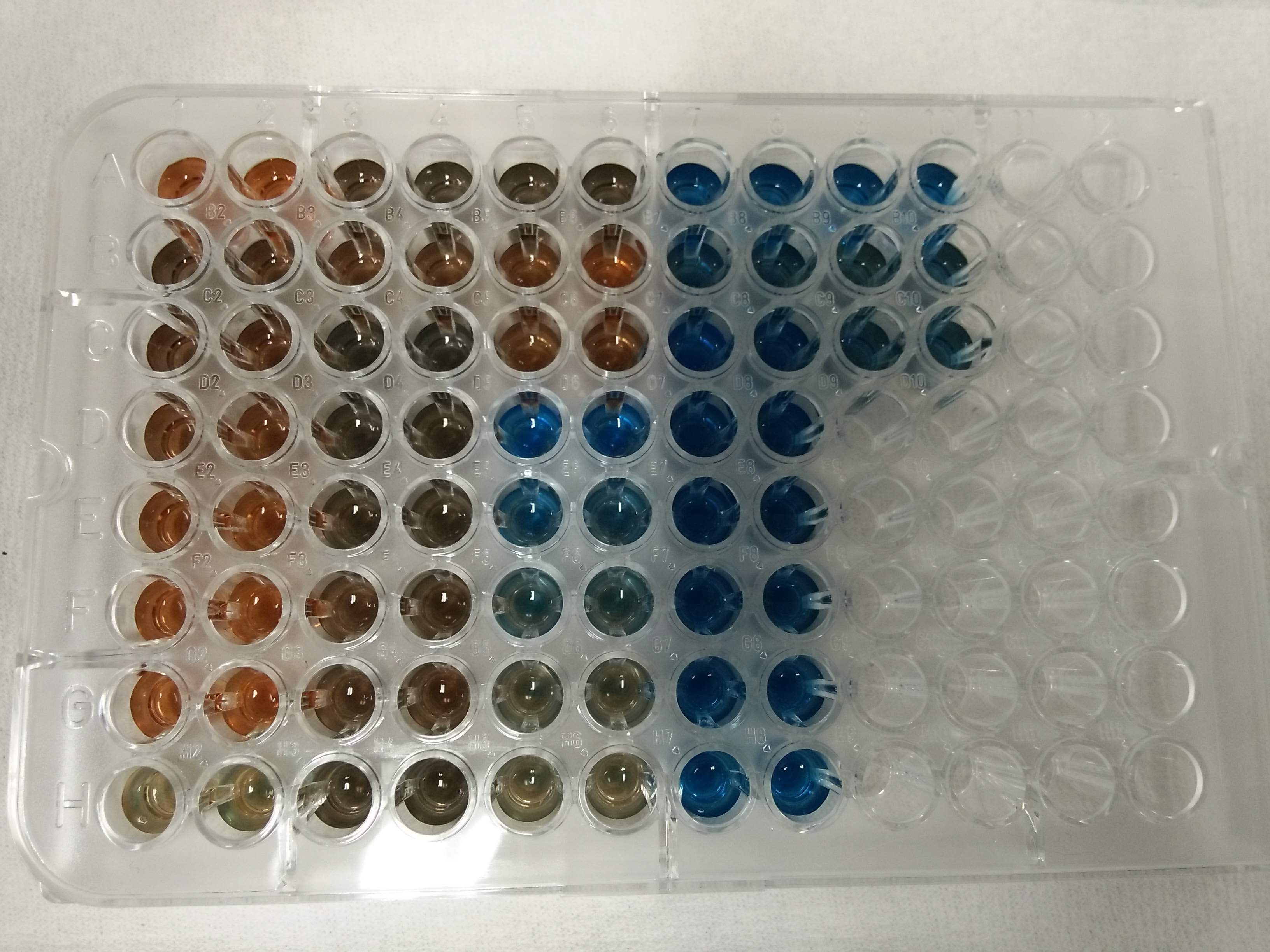
Reacția de culoare dintre proteine și reactivul Bradford

Metoda Bradford (cunoscută și sub numele de metoda Coomassie) a fost dezvoltată de Marion M. Bradford în 1976. Este o procedură analitică spectroscopică rapidă și precisă, fiind utilizată pentru a măsura concentrația proteinelor într-o soluție. Reacția este dependentă de compoziția în aminoacizi a proteinelor măsurate.

## Principiu
Metoda se bazează pe schimbarea colorației cu reactivul Coomassie Brilliant Blue G-250 în prezența proteinelor, ceea ce este detectabil prin spectrofotometrie (este astfel o metodă colorimetrică). Colorantul Coomassie există în trei forme: anionică (albastră), neutră (verde) și cationică (roșie). În condiții acide, forma roșie a colorantului se transformă în forma sa albastră, prin legarea de proteina din soluția de testat. Dacă nu există nicio proteină care să se lege, atunci soluția va rămâne brună-maro. Colorantul formează un complex puternic, non-covalent, cu gruparea carboxil a proteinei, prin intermediul forțelor van der Waals și cu gruparea amino prin interacțiuni electrostatice.